# Rosemarie Taupadel

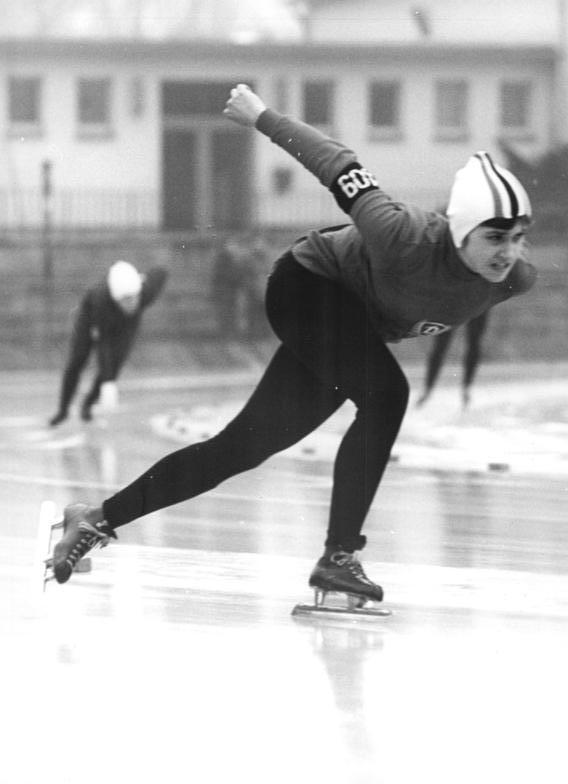
Rosemarie Taupadel (1971)

Rosemarie Taupadel (* 25. Februar 1952 in Berlin) ist eine ehemalige deutsche Eisschnellläuferin, die für die DDR startete.
Ihr Heimatverein war der SC Dynamo Berlin. 1968 gewann sie bei den DDR-Mehrkampfmeisterschaften die Silbermedaille und 1971 kam sie bei den Meisterschaften über 500 Meter ebenfalls auf den zweiten Platz.
Bei den Olympischen Winterspielen 1972 in Sapporo kam sie über 1500 Meter auf Platz 5 und konnte dabei unter anderem Nina Andrejewna Statkewitsch hinter sich lassen. Im selben Jahr gewann sie auch die Meisterschaft der DDR über 1500 und 3000 Meter und kam bei den kürzeren Strecken (500 m und 1000 m) jeweils hinter Ruth Budzisch auf den zweiten Platz.